# Christian Bülow

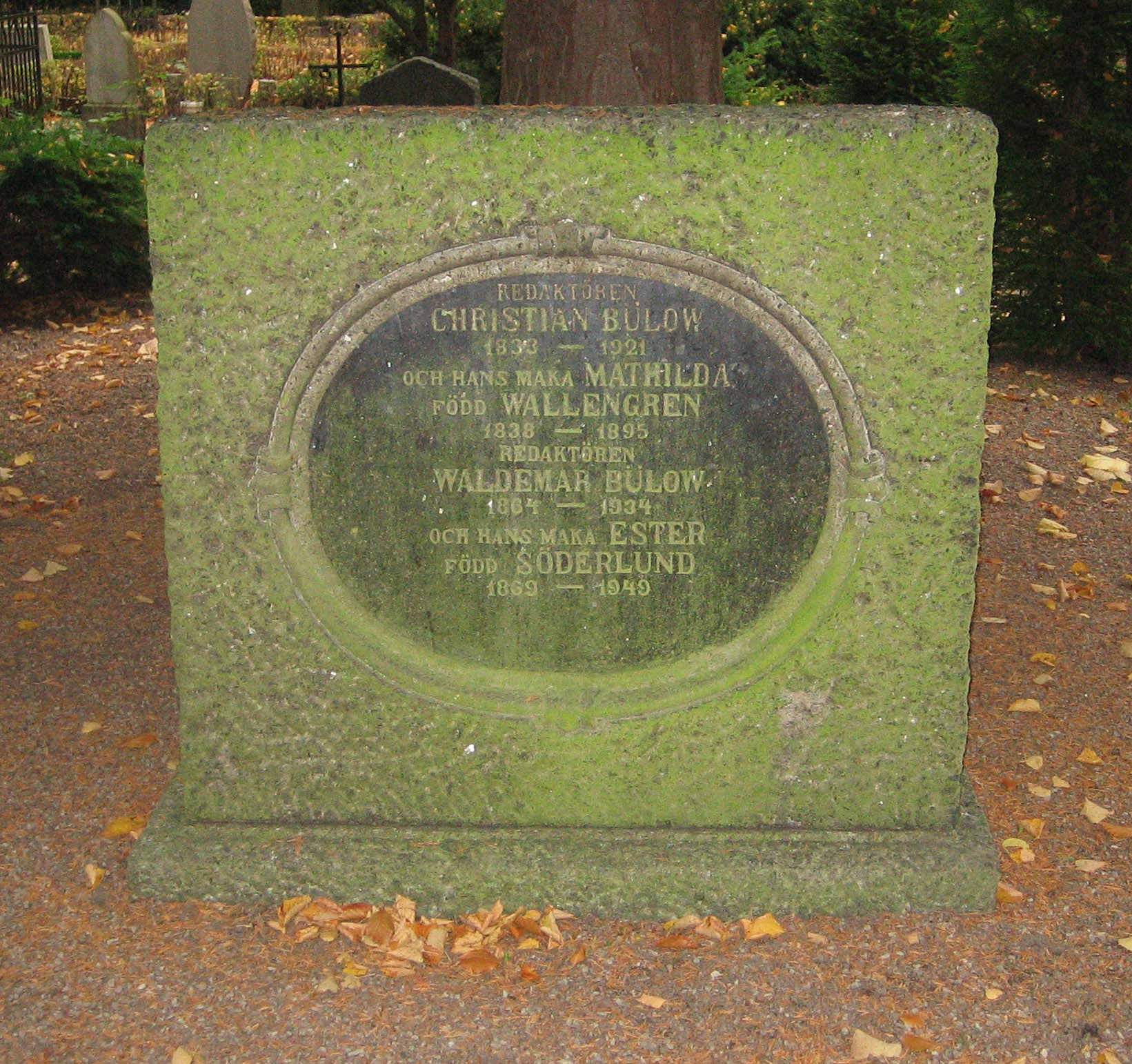
Christian Bülows grav på Östra kyrkogården i Lund.

Jöns Christian Jönsson Bülow, född den 28 oktober 1833 i Östra Ingelstads socken i dåvarande Kristianstads län, död den 20 januari 1921 i Lund, var en svensk tidningsman och riksdagsman.
Bülow, som var son till en mjölnare, började sin journalistiska bana som medarbetare i Folkets Röst 1854–1855. Han grundade därefter 1856 själv den liberala tidningen Folkets Tidning i Lund, vilken han var redaktör för till 1891 då han efterträddes av sonen Waldemar Bülow. Från 1859 drev han också eget tryckeri där tidningen trycktes. Han blev medlem av Publicistklubben 1890. I samband med sin 75-årsdag 1908 omnämndes han i pressgrannen Lunds Dagblad som "Sveriges äldste publicist".
Redaktören Bülow var känd för sina okonventionella formuleringar, enligt Ture Sjögren bland annat utmärkta av hans "korthuggna, ofta grovkorniga stil". Till Lundakarnevalen 1892 utformades den ena av de detta år två karnevalstidningarna – döpt till Folktribunen – till en genomgående blodig parodi på Bülow, hans publikation och hans stilistik. Till de allra elakaste inslagen hörde att man lyft in ett antal autentiska Bülowtexter oförändrade! Arbetet med tidningen fick dock ske i hemlighet eftersom den parodierades son Waldemar samtidigt ingick i karnevalskommittén.
Christian Bülow var också praktiskt engagerad i politiken. Han satt under många år i Lunds stadsfullmäktige och invaldes 1890 av Lunds stads valkrets till tvåkammarriksdagens andra kammare. Han tog inträde i riksdagen 1891 och var ledamot under hela mandatperioden fram till 1893. 1861 gifte han sig med Hedvig Mathilda Wallengren (1838–1895), moster till författaren Axel Wallengren. Bülow seniors efterlämnade handlingar förvaras på handskriftssektionen vid Lunds universitetsbibliotek.
Makarna Bülow ligger, tillsammans med sonen Waldemar och dennes hustru, begravda på Östra kyrkogården i Lund.